# IFA Wartburg
IFA Wartburg was een Zweedse tweemanspopgroep, bestaande uit Heinz Klinger en Rolf Kempinski, (echte namen Nils Lundwall en Magnus Michaeli). De band is vernoemd naar het automerk Wartburg van de fabrikant Industrieverband Fahrzeugbau (IFA) uit de DDR.
De muziek van de groep combineerde pop-, swing- en jazzinvloeden. Er wordt gebruik gemaakt van vocabulaire wat kan worden gezien als typisch DDR, maar de intentie varieert van apolitiek tot speels zinloos en kan tevens worden gezien als satirisch. Typische titels zijn onder meer Mrs. Gorbacheva Dances Bossanova en It's Not So Bad on the Island of Crimea maar ook Agricultural Science in the Service of Socialism. De teksten zijn in het Duits geschreven.
In 1998 bracht IFA Wartburg hun enige cd uit, getiteld Im Dienst des Sozialismus. De release van het album werd gevolgd door een tournee door Duitsland en Zwitserland, waarbij ze werden begeleid door een bigband van Zweedse muziekstudenten. Naast de cd werd het ook als picture disc uitgebracht met een portret van Erich Honecker en Silvia Sommerlath, koningin van Zweden.
In 1999 ging de band uit elkaar.